# Tắc kè hoa đeo mạng
Tắc kè hoa đeo mạng (danh pháp hai phần: Chamaeleo calyptratus) là một loài bò sát thuộc Họ Tắc kè hoa Chamaeleonidae. Loài này được Duméril & Duméril mô tả khoa học đầu tiên năm 1851.

## Mô tả
Loài này phân bố ở các vùng núi Yemen, Các Tiểu vương quốc Ả Rập Thống nhất và Ả Rập Xê Út. Đôi khi nó cũng được gọi là Tắc kè hoa Yemen. Con đực tắc kè hoa của các sống gai nhỏ hoặc gót chân sau trên lưng, trong khi con cái thì không có. Sống gai này có trên lưng con đực từ khi mới nở, và có thể phát triển lớn hơn với khi chúng trưởng thành. Con đực trưởng thành là tương đối lớn đối với loài bò sát. Chúng có thể đạt tổng chiều dài 60 cm. Hầu hết các mẫu vật thường dài từ 35–45 cm. Con cái có nhỏ hơn, với tổng chiều dài trung bình chỉ dưới 30 cm. Con đực và con cái đều có bờm ở mặt trang trí, ở con đực cao hơn ở con cái.
Giống như hầu hết các loài tắc kè, tắc kè hoa đeo mạng chuyên sống ở trên cây. Nó có một cơ thể phẳng giúp bắt chước một chiếc lá, và bàn chân đặc biệt phù hợp bám chặt các nhánh cây. Đuôi đóng vai trò hỗ trợ leo trèo. Đôi mắt của nó hoạt động độc lập với nhau, cho phép tắc kè hoa đồng thời nhìn phía trước và phía sau cùng một lúc. Lưỡi dài của nó, trái với niềm tin phổ biến, không phải là dính, nhưng thay vì có một cấu trúc cơ bắp trên cuối cùng giúp chộp những con mồi côn trùng. Tắc kè hoa đeo mạng có khả năng nằm yên trong thời gian rất dài, chờ đợi con mồi đi ngang và bắt.

## Hình ảnh

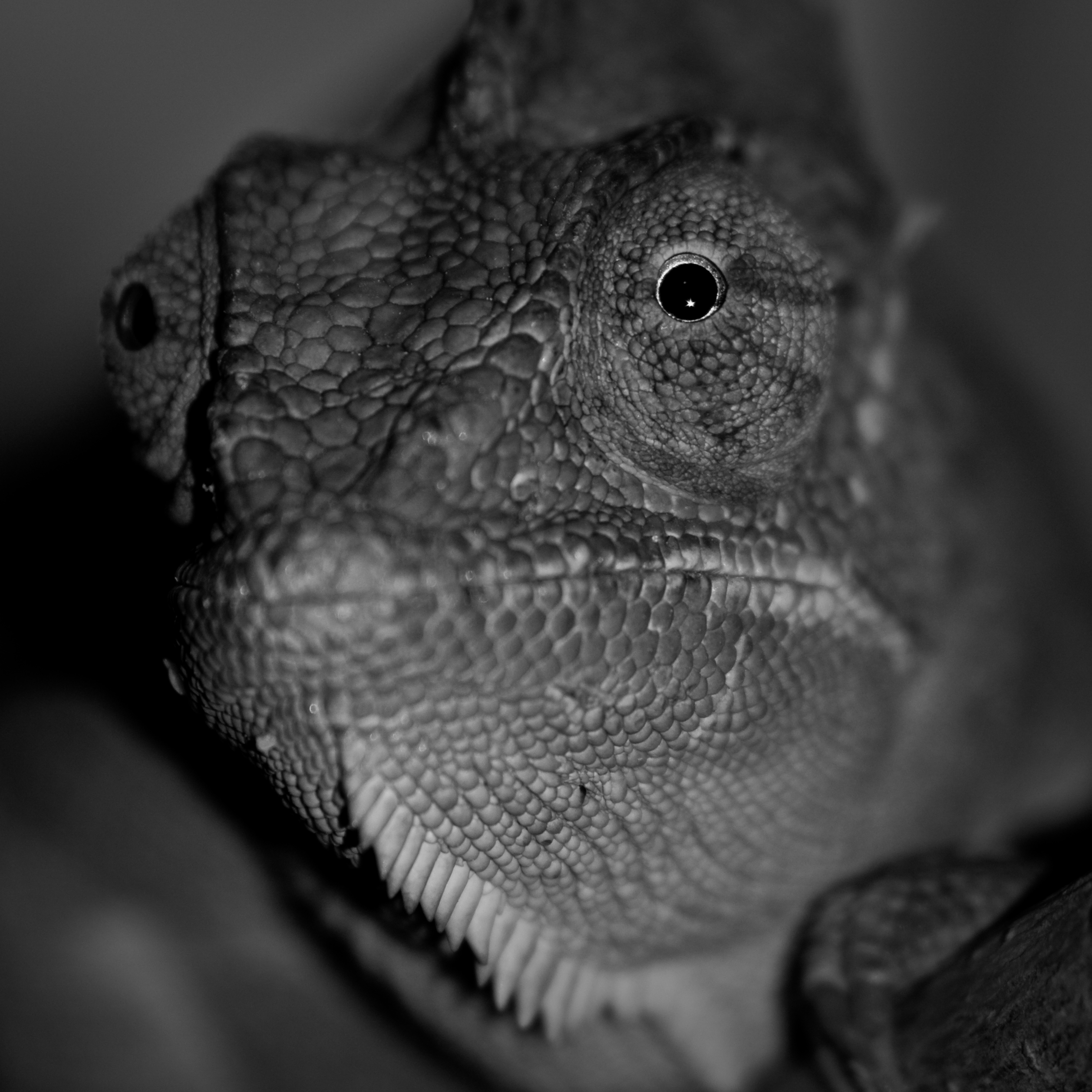
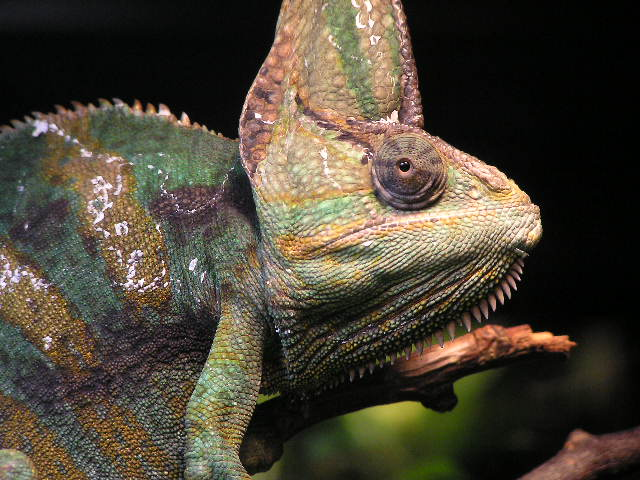
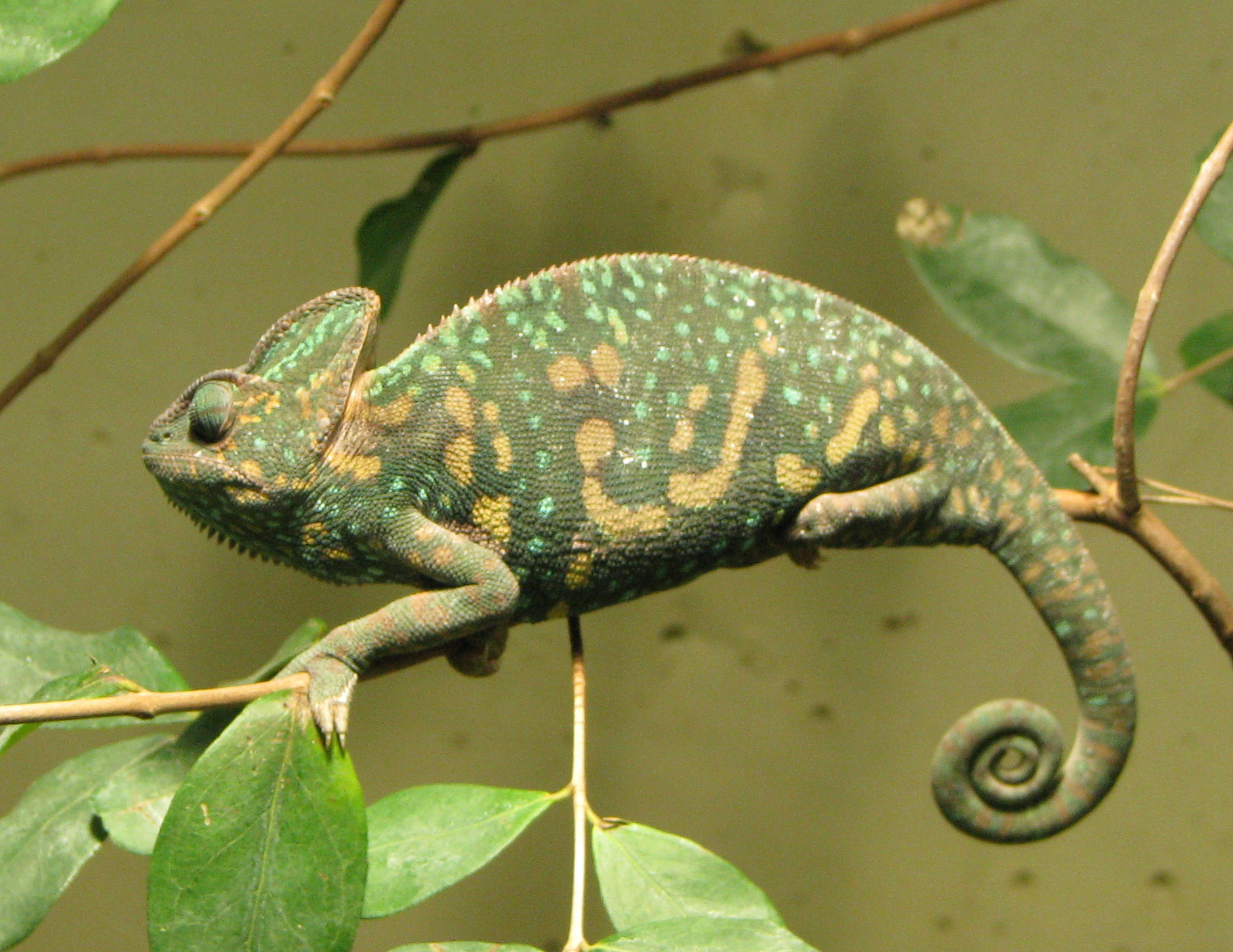
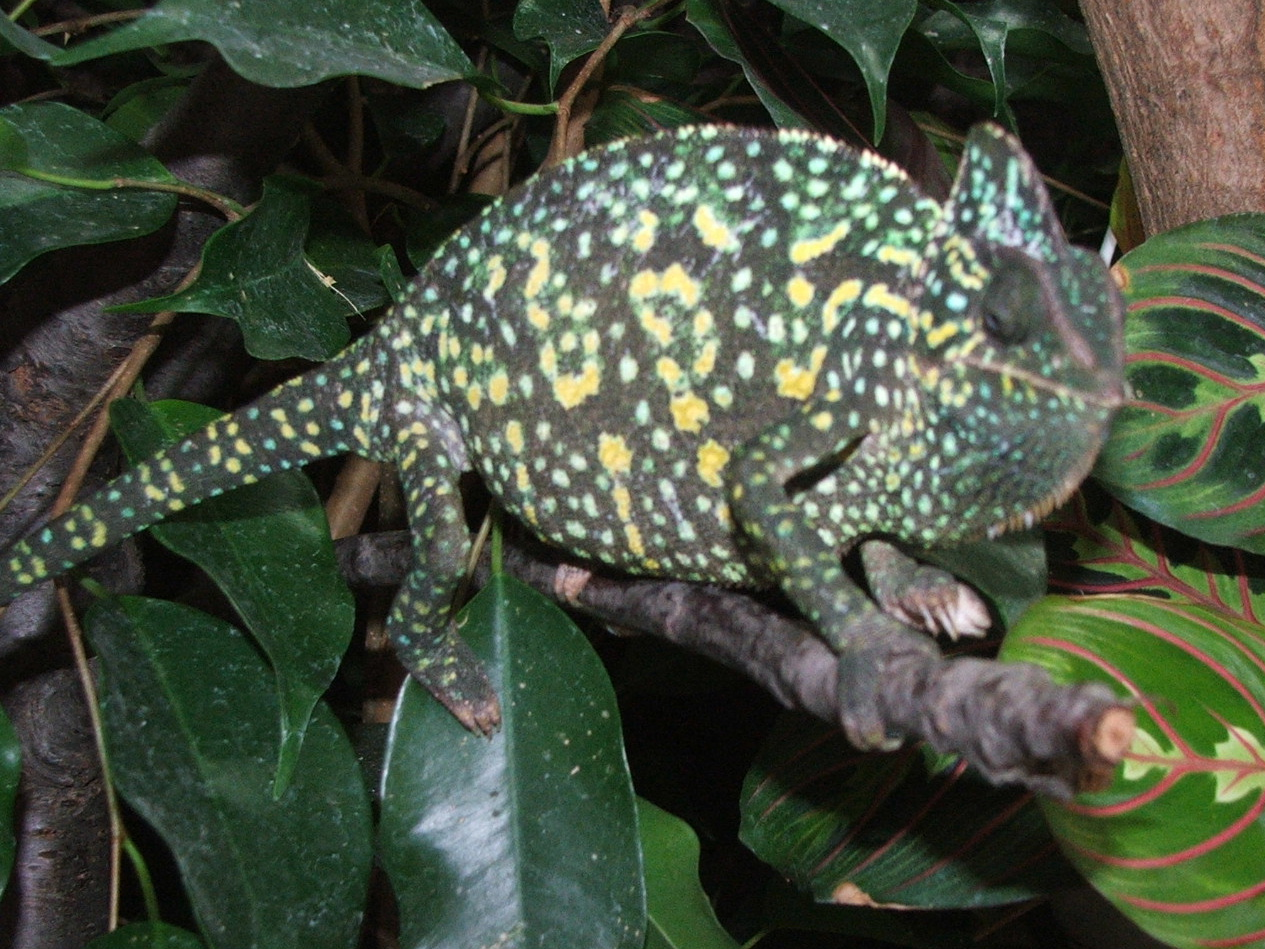
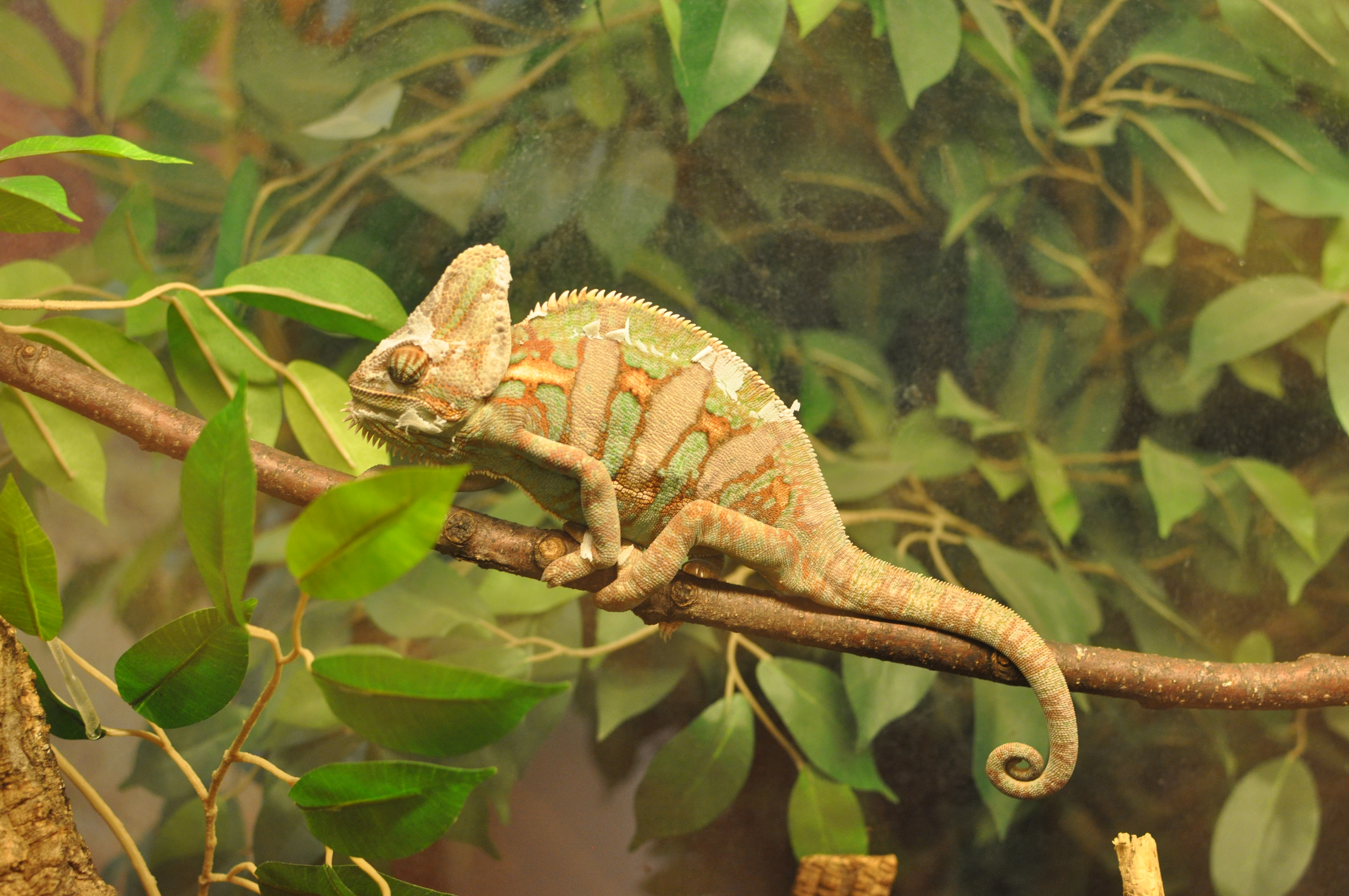
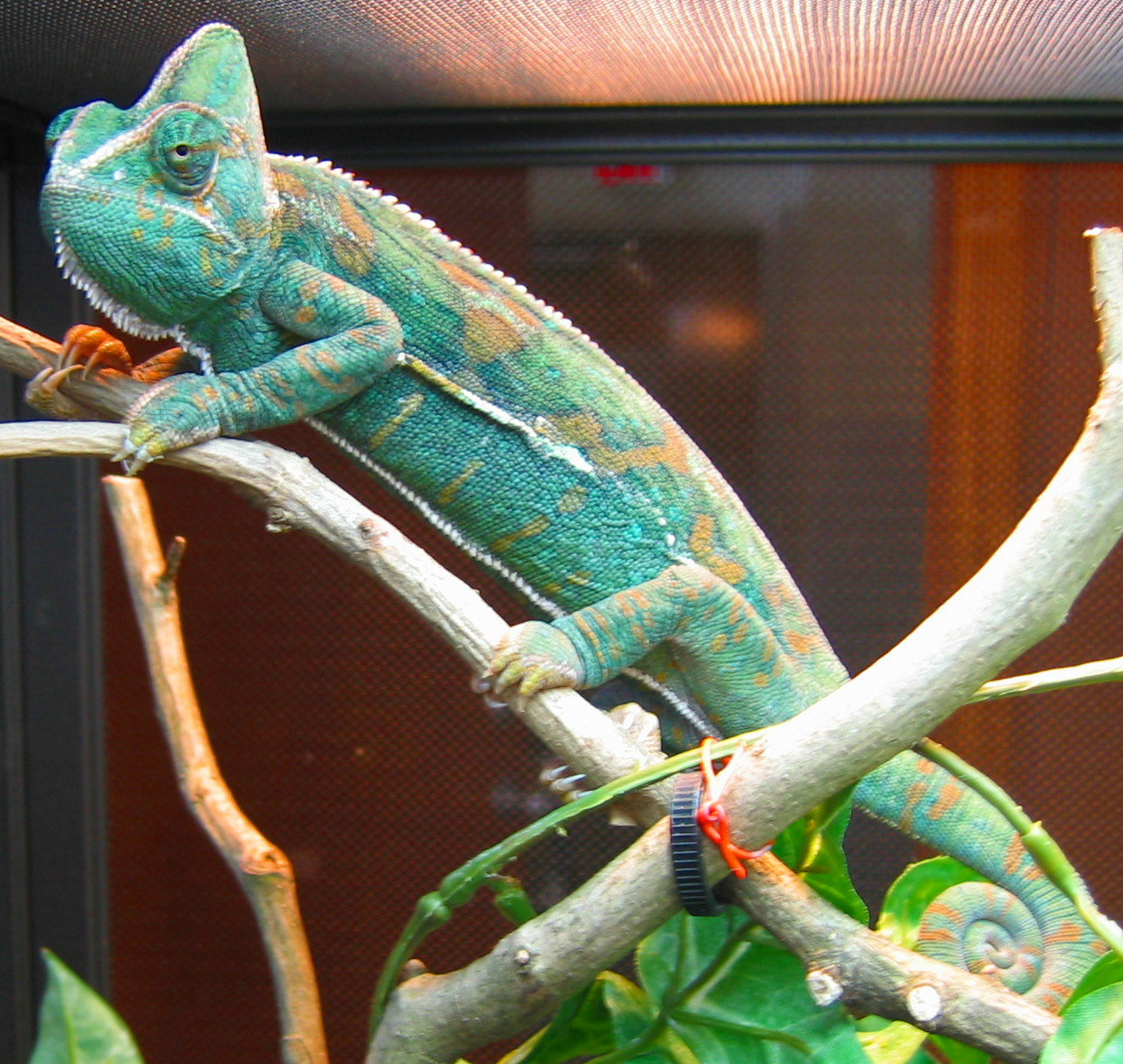
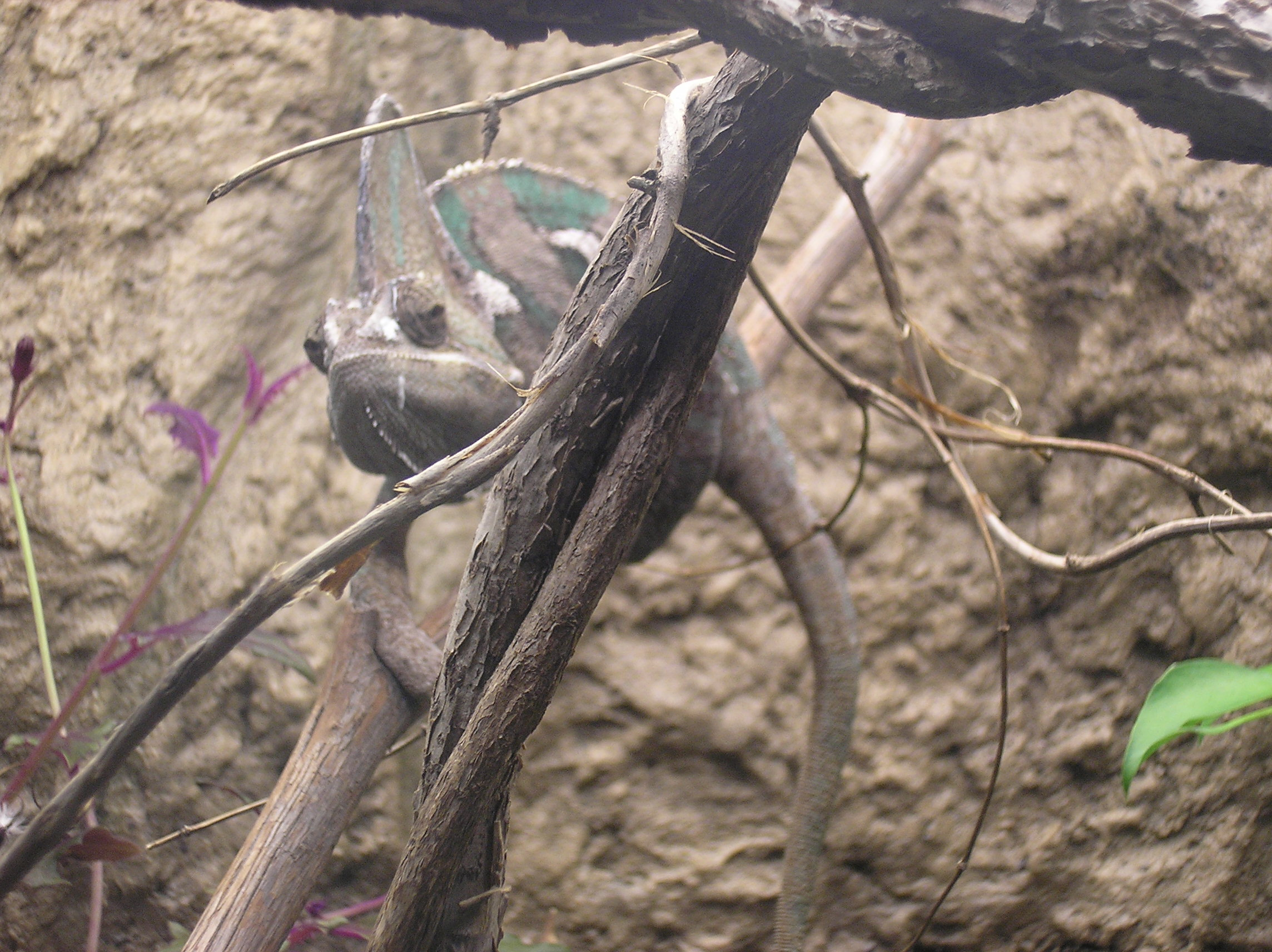
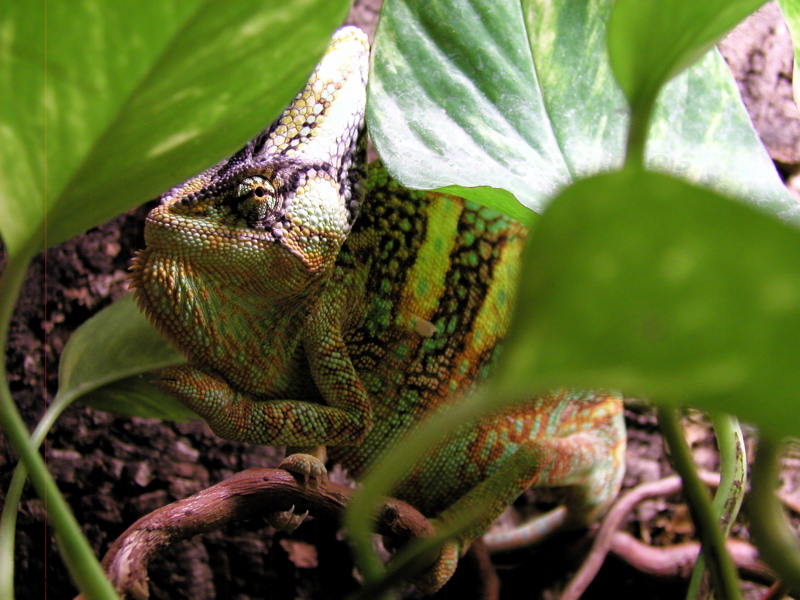
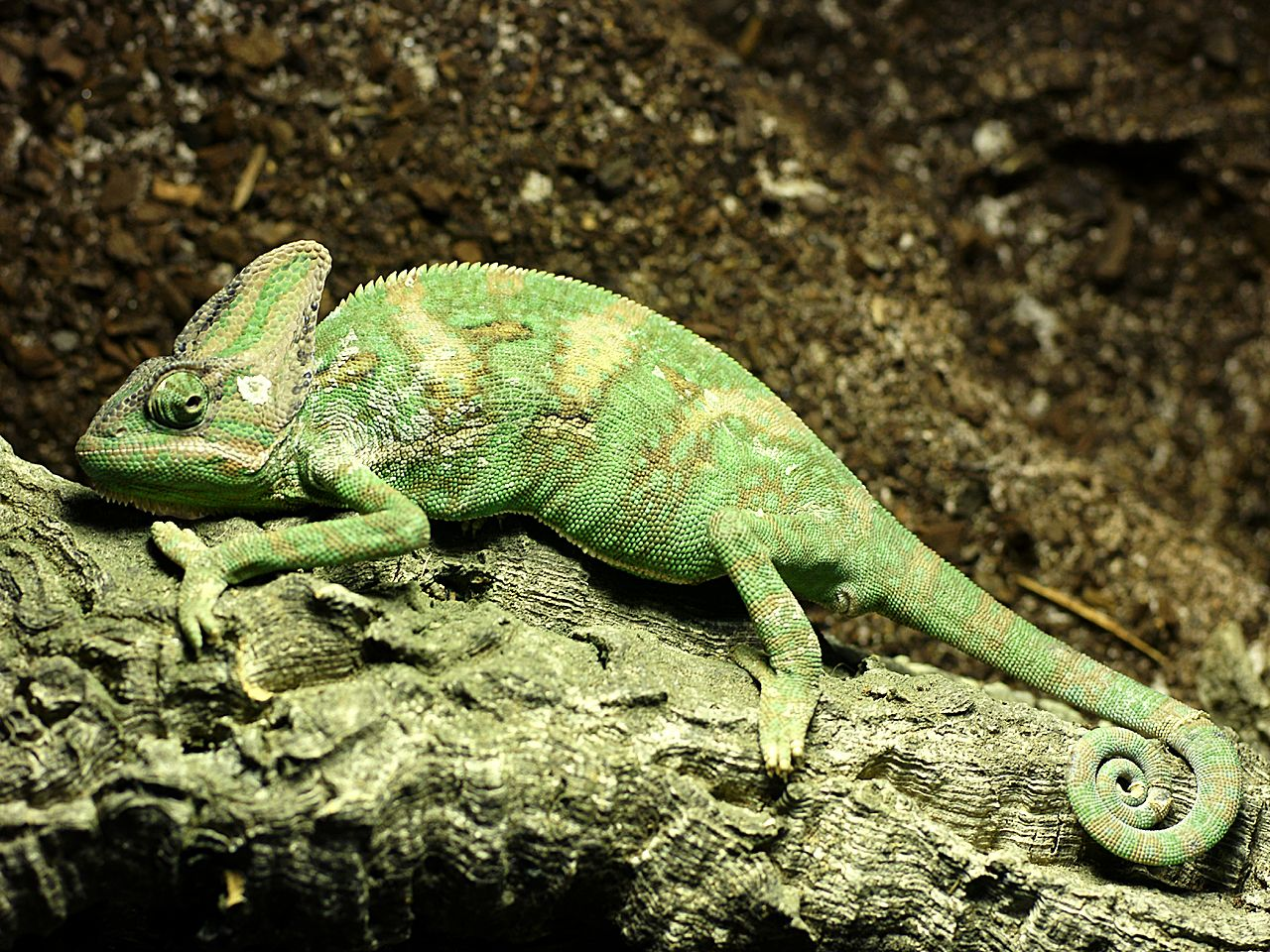
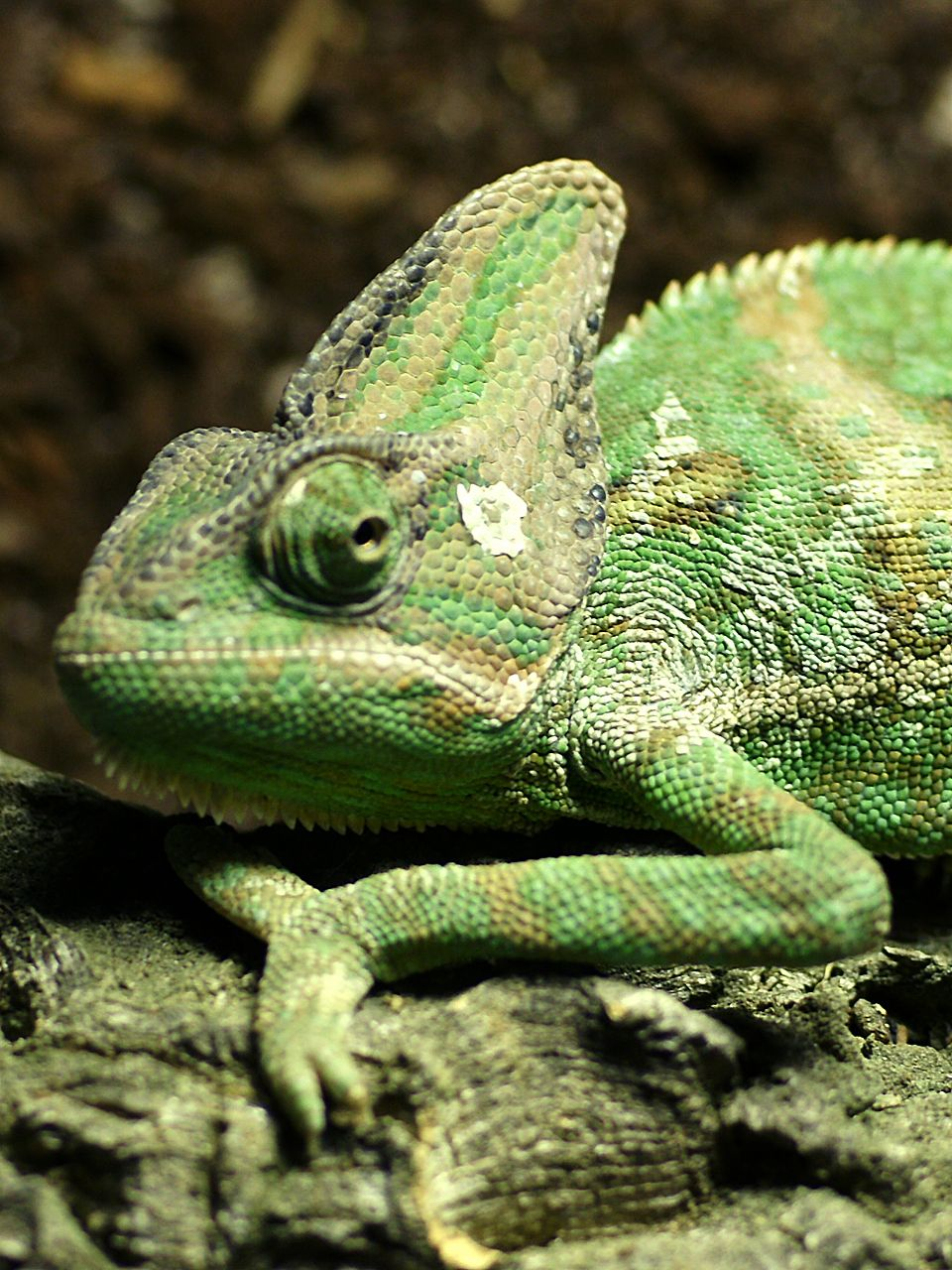